# Limenitis massillides
Limenitis massillides är en fjärilsart som beskrevs av Hans Fruhstorfer 1915. Limenitis massillides ingår i släktet Limenitis och familjen praktfjärilar. Inga underarter finns listade i Catalogue of Life.